# 1486 az irodalomban
Az 1486. év az irodalomban.

## Események
- Giovanni Pico della Mirandola elkészíti 900 tézisét (Conclusiones philosophicae, cabalisticae et theologicae), hogy Rómában megvitassa azokat más humanistákkal; megírja híres bevezető beszédét is: Oratio de hominis dignitate (Beszéd az ember méltóságáról), de a tervezett vita a pápa beavatkozása miatt meghiúsul.[1]
- Megjelenik a a boszorkányokról szóló Malleus maleficarum c. középkori mű, elterjedt magyar címe szerint: Boszorkánypöröly.